# Liste der Landräte des Kreises Eutin
Die Liste der Landräte des Kreises Eutin gibt einen Überblick über die Landräte des schleswig-holsteinischen Kreises Eutin bis zu dessen Auflösung im Jahr 1970.

## Landräte
| Landräte | Landräte                         | Partei | Partei | Amtszeit                            |
| -------- | -------------------------------- | ------ | ------ | ----------------------------------- |
|          | Harry große Beilage              |        |        | 1. April 1937 – 30. September 1937  |
|          | Ernst Sieh                       |        |        | 1. Oktober 1937 – Mai 1945          |
|          | Ernst Poel (als Kriegsvertreter) |        |        | 1942 – Mai 1945                     |
|          | Erich Lotz (kommissarisch)       |        | SPD    | Mai 1945 – 24. Januar 1946          |
|          | Claus Peter Boyens               |        | CDU    | 24. Januar 1946 – 16. November 1948 |
|          | Walther Cordts                   |        |        | 16. November 1948 – 13. April 1950  |
|          | Gerhard Tackmann                 |        | SPD    | 13. April 1950 – 4. Juni 1965       |
|          | Bernd Ohmstede                   |        |        | 7. Juni 1965 – 26. April 1970       |

Legende: 

## Quelle
- Landräte und Kreispräsidenten der früheren Kreise Eutin und Oldenburg und des heutigen Kreises Ostholstein auf den Seiten der Kreisverwaltung Ostholstein.

Siehe auch: Liste der Landräte des Kreises Ostholstein